# Samsung Galaxy Note 5
Samsung Galaxy Note 5 là một phablet smartphone chạy hệ điều hành Android phát triển và sản xuất bởi Samsung Electronics. Galaxy Note 5 cùng với Galaxy S6 Edge+ được ra mắt trong buổi họp báo Samsung ở New York vào 13 tháng 8 năm 2015. Nó kế thừa cho Samsung Galaxy Note 4.